# Attacco suicida

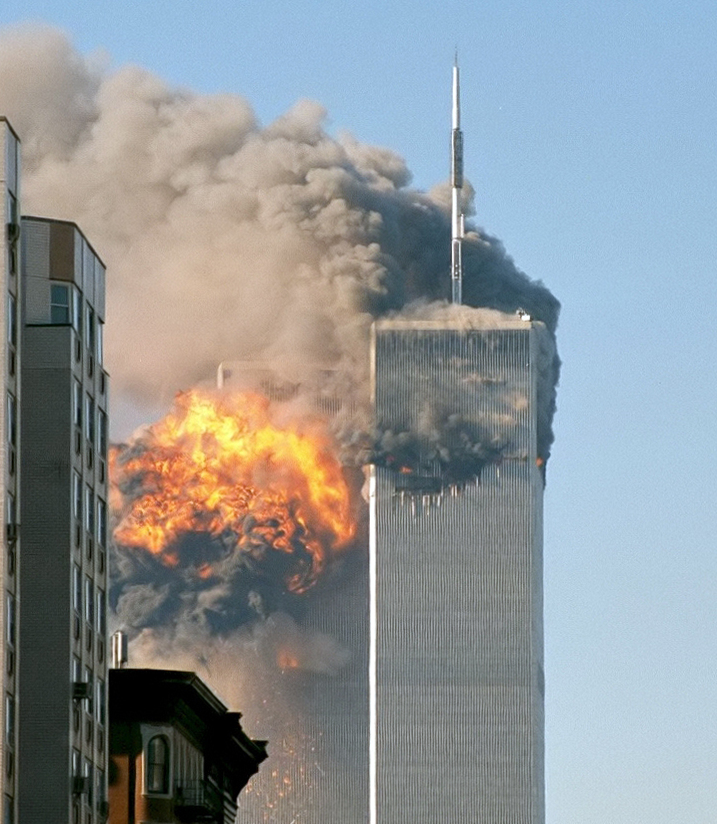
Gli attentati dell'11 settembre 2001 sono classificabili come attacchi suicidi

Un attacco suicida consiste nell'uccisione di uno o più bersagli tramite la prevista morte dell'attentatore. Normalmente questa tecnica viene utilizzata nel terrorismo e in ambito militare (come ad esempio i kamikaze giapponesi nella seconda guerra mondiale).
Tra le tecniche più diffuse si trovano il dirottamento di vari veicoli (tra cui automobili, autocarri e aerei) e la cintura esplosiva.
L'attacco suicida non va confuso con il cosiddetto "sacrificio altruistico" (da una definizione di Émile Durkheim), che invece consiste nel suicidio di un individuo per evitare ad esempio di essere catturato o pur di portare a termine una determinata azione, venendo meno perciò la prevedibilità della morte, caratteristica degli attacchi suicidi. Un esempio fu la morte del militare sabaudo Pietro Micca che preferì farsi coinvolgere dall'esplosione della mina che stava collocando in difesa di Torino (assediata dai francesi) pur di non vanificare la sua azione.

## Storia

### Kamikaze

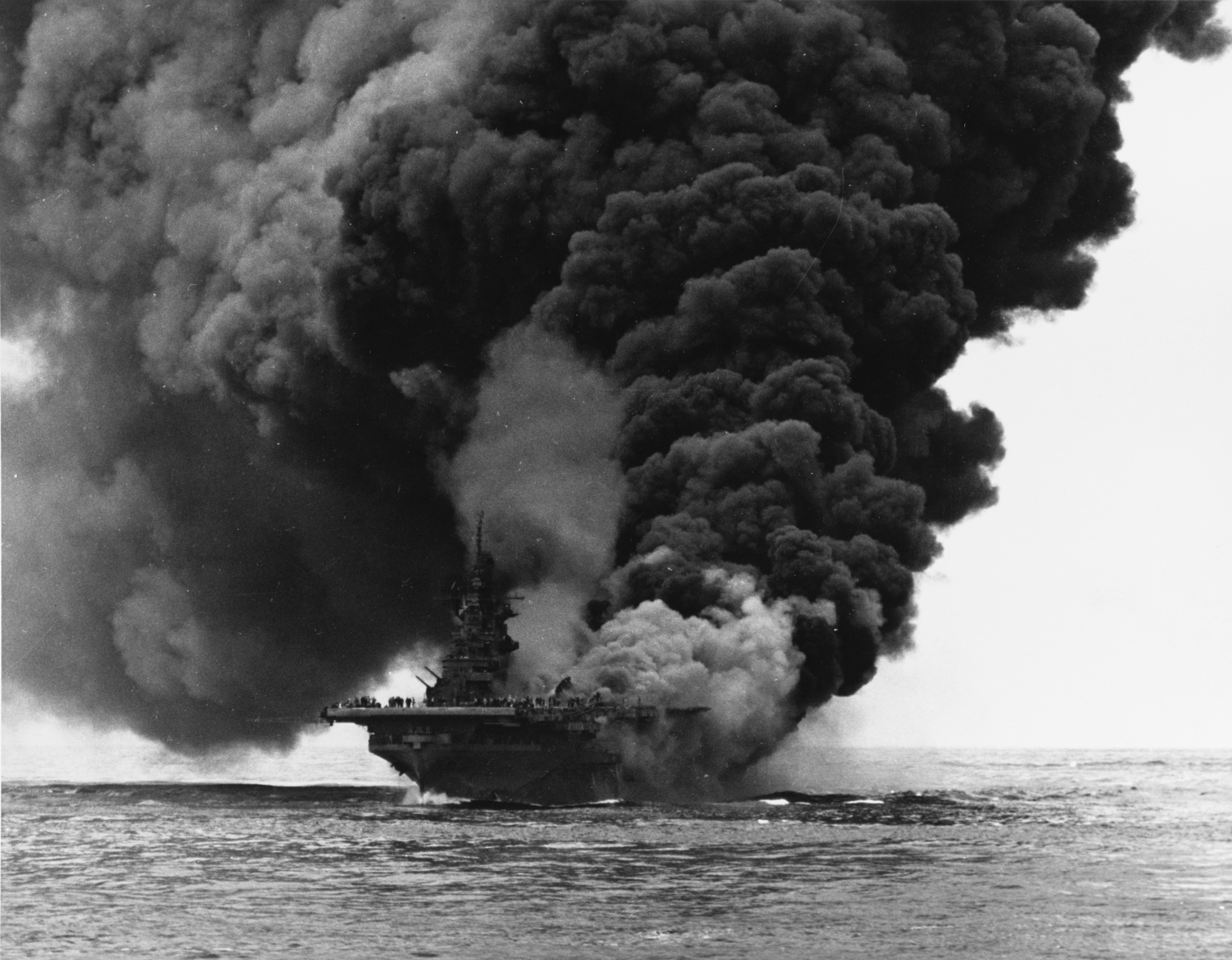
La portaerei americana USS Bunker Hill dopo un attacco kamikaze

I kamikaze erano dei piloti giapponesi alla guida di aerei carichi di materiale esplosivo che avevano l'ordine di schiantarsi contro le imbarcazioni alleate durante la seconda guerra mondiale.
Con il tempo il termine nipponico ha assunto un significato più generale, indicando un qualsiasi attacco suicida.

### Eventi moderni
Il numero degli attacchi suicidi, rispetto agli anni 1980, è cresciuto in modo considerevole tra il 2000 e il 2005, e dagli 81 attacchi suicidi del 2001 si è giunti al numero di 460 nel 2005. Questi attacchi sono stati diverse volte rivolti verso obiettivi civili e militari, tra cui Sri Lanka, bersagli israeliani in Israele a partire dal 6 luglio 1989, Un significativo numero di attacchi suicidi è stato registrato in Iraq dal 2003 (da quando cioè alla guida del paese vi sono gli Stati Uniti), come pure, a partire dal 2001, in Pakistan ed in Afghanistan, con una decisa impennata a partire dal 2005.
L'obiettivo degli attentato "suicida" cambia a seconda dei Paesi. Per esempio, in alcuni rapporti stilati in Bangladesh, le truppe o la polizia sembrano essere l'unico bersaglio dei kamikaze..
Questo problema di definizione non è invece un problema in luoghi come Israele, striscia di Gaza e Cisgiordania, dove l'attentato suicida è una strategia apertamente adottata contro gli israeliani da Hamas, dal Movimento per il Jihad Islamico in Palestina e dalle Brigate dei Martiri di al-Aqsa, cui Israele ha preso a rispondere con i suoi "omicidi mirati".
Tra l'ottobre 2000 e l'ottobre 2006, sono stati chiaramente identificati 167 attacchi suicidi, con 51 altri tipi di attacchi kamikaze. Fu suggerito che vi erano numerosi volontari per il martirio (Istishādiyya) nella Seconda Intifada da perpetrare in Israele e nei territori occupati ed in un'intervista, al-Fath affermò di essere "subissata" da un simile tipo di richieste.

## Profilo degli attentatori
Gli studi hanno condotto a risultati contrastanti; Robert Pape, direttore del progetto "The Chicago Project on suicide terrorism", e gli esperti sugli attentatori suicidi, ipotizzarono che la maggior parte degli attentatori suicidi provenisse da classi medie istruite, mentre uno studio del 2007, in Afghanistan, un paese con un numero in crescita di kamikaze, parlò in modo decisamente discutibile del fatto che l'80% degli attentatori suicidi era rappresentato da persone affette da qualche deficit fisico o disabilità mentale. Uno studio su quanto rimaneva dei cadaveri di 110 attentatori suicidi, effettuato agli inizi del 2007, dal patologo afgano Dr. Yusef Yadgari, rivelò che all'80% mancava gli arti, soffriva di cancro, di lebbra o di altri disturbi. Inoltre, in contrasto con i primi studi effettuati, i terroristi afgani non furono "esaltati come altri attentatori suicidi in altri paesi. Difatti essi non vengono ritratti su poster o video."
Lo psichiatra forense Marc Sageman constatò, anch'egli su basi scientifiche tutte da verificare, una mancanza di comportamento antisociale, malattie mentali, traumi sociali precedenti o disturbi comportamentali come: rabbia, paranoia e narcisismo sui 400 membri della rete terroristica di al-Qa'ida che sarebbero stati "studiati".